# Обмочаев, Алексей Александрович
Алексей Александрович Обмочаев (род. 22 мая 1989, Кисловодск, Ставропольский край) — российский волейболист, либеро, чемпион Игр XXX Олимпиады в Лондоне, заслуженный мастер спорта.

## Биография
В семье Алексея Обмочаева волейболом занимались его родители и старший брат Александр. Племянник Алексея Никита Лясов — кандидат в мастера спорта по волейболу, выступал за «Академию-Казань» и кемеровский «Кузбасс».
С шести лет Алексей начинал тренироваться в кисловодской СДЮСШОР № 2 под руководством Людмилы Обуховской, Натальи Шадиновой и заслуженного тренера России Омари Бутаева. Первым клубом в спортивной биографии Обмочаева стал салаватский «Нефтехимик». В сезоне 2006/07 годов, играя в высшей лиге «А», Алексей обратил на себя внимание селекционной службы казанского «Динамо-Таттрансгаз».
В сезоне 2007/08 годов Алексей Обмочаев играл за фарм-команду казанского клуба — «Динамо-ТТГ-2», которая дебютировала в первой лиге и по итогам первенства завоевала право на переход в высшую лигу «Б». При этом Алексею удалось провести один матч в рамках Лиги чемпионов — 30 января 2008 года в Альмерии он выходил на площадку в составе «Динамо-ТТГ» в игре с местной «Уникахой».
В сентябре 2008 года Обмочаев выиграл бронзовую медаль молодёжного чемпионата Европы в Брно и был награждён двумя призами как лучший принимающий и либеро турнира.
Очередной клубный сезон он отыграл в казанском «Зените-2» в высшей лиге «Б», а летом 2009 года вместе с Максимом Шпилёвым перешёл на правах аренды в калининградский «Динамо-Янтарь». В августе в составе молодёжной сборной выступал на чемпионате мира в индийской Пуне, где российская команда заняла 5-е место, и перенёс вирусную инфекцию, спровоцировавшую проблемы со зрением. Алексею пришлось пропустить около двух месяцев, но в целом сезон в калининградской команде сложился успешно — молодой игрок получил необходимую игровую практику на уровне Суперлиги, провёл в чемпионате 28 игр, выдержав высокий показатель позитивного приёма — 66 %. По завершении этого сезона Алексей Обмочаев вернулся в «Зенит» и стал делить игровое время в основной команде с Владиславом Бабичевым.
В августе 2011 года Обмочаев выступал за студенческую сборную России на Универсиаде в Шэньчжэне, а 20 ноября 2011 года в Кагосиме дебютировал в национальной сборной, сыграв в стартовом матче Кубка мира против сборной Италии. Оба турнира завершились победой российских команд.
В сезоне 2011/12 годов в составе «Зенита» во второй раз за карьеру стал чемпионом России, выиграл Лигу чемпионов и приз лучшему либеро «Финала четырёх» в Лодзи. Он также выступал за «Зенит-УОР» в финале первого турнира Молодёжной лиги, причём как и в начале карьеры, играл в этих матчах на позиции доигровщика. По окончании клубного сезона снова был вызван в сборную России и в её составе завоевал золотую медаль на Олимпийских играх в Лондоне.
Летом 2013 года Обмочаев перешёл из «Зенита» в московское «Динамо». В апреле 2015 года в составе столичной команды выиграл Кубок Европейской конфедерации волейбола и бронзу чемпионата России, а в мае вернулся в состав национальной сборной. В марте 2016 года «Динамо» отстранило Обмочаева от участия в тренировках и матчах за нарушение дисциплины, контракт волейболиста с клубом был расторгнут.
В декабре 2016 года начал тренироваться в «Белогорье» и в канун 2017 года был включён в заявку белгородской команды. В составе «львов» Обмочаев завоевал Кубок ЕКВ и Кубок вызова. В июне 2019 года по обоюдному согласию сторон разорвал контракт с «Белогорьем», объяснив это финансовыми претензиями к клубу.
Летом 2020 года, после полностью пропущенного сезона, Алексей Обмочаев подписал просмотровый контракт с «Кузбассом», а по окончании сборов заключил с кемеровским клубом полноценное соглашение. В 2023 году был близок к переходу в уфимский «Урал», но отказался от контракта, в котором были прописаны взыскания за дисциплинарные нарушения, и в итоге оказался в сургутской команде «Газпром-Югра», где провёл сезон в качестве её капитана.
Осенью 2024 года перешёл в белорусский клуб «Борисов-БГУФК».

## Достижения

### Со сборными
- Бронзовый призёр чемпионата Европы среди молодёжных команд (2008).
- Победитель Универсиады (2011).
- Обладатель Кубка мира (2011).
- Победитель Олимпийских игр в Лондоне (2012).

### В клубной карьере
Национальные
- Чемпион России (2010/11, 2011/12), бронзовый призёр чемпионата России (2012/13, 2014/15).
- Финалист Кубка России (2012, 2013).
- Бронзовый призёр Кубка России (2010, 2015).
- Обладатель Суперкубка России (2010, 2011, 2012).
- Бронзовый призёр чемпионата Беларуси (2025).
- Бронзовый призёр Кубка Беларуси (2024).

Международные
- Победитель (2011/12), серебряный (2010/11) и бронзовый призёр (2012/13) Лиги чемпионов.
- Обладатель Кубка Европейской конфедерации волейбола (2014/15, 2017/18).
- Обладатель Кубка вызова (2018/19).
- Бронзовый призёр клубного чемпионата мира (2011).

### Индивидуальные
- Лучший принимающий и либеро молодёжного чемпионата Европы (2008).
- Лучший либеро «Финала четырёх» Лиги чемпионов (2012).
- Участник Матчей звёзд России (2013, февраль 2014, декабрь 2014).

## Награды
- Благодарность Президента Российской Федерации (9 января 2012) — за заслуги в развитии физической культуры и спорта, высокие спортивные достижения на XXVI Всемирной летней Универсиаде 2011 года в городе Шеньжене (Китай)[17].

- Орден Дружбы (13 августа 2012 года) — за большой вклад в развитие физической культуры и спорта, высокие спортивные достижения на Играх XXX Олимпиады 2012 года в городе Лондоне (Великобритания)[18].

- Заслуженный мастер спорта России (20 августа 2012 года)[19].

## Личная жизнь
20 февраля 2012 года Алексей Обмочаев женился на волейболистке московского «Динамо» чемпионке мира Наталии Гончаровой. Свадьба была сыграна через несколько дней после завершения лондонской Олимпиады, 17 августа 2012 года. В январе 2016 года Алексей и Наталия развелись.
В 2012 году окончил Институт физической культуры, спорта и восстановительной медицины Казанского (Приволжского) федерального университета. 
В октябре 2015 года Алексей встретился со второй женой, однако долгое время жил с ней в гражданском браке, в котором были рождены две дочери — Анна (2017 год) и Алиса (2019 год). В 2020 году Алексей Обмочаев и Анастасия Литвиненко решили заключить брак. В 2023 году супруги развелись по заявлению Анастасии.